# Cerceris dusmeti
Cerceris dusmeti é uma espécie de insetos himenópteros, mais especificamente de vespas pertencente à família Crabronidae.
A autoridade científica da espécie é Giner Mari, tendo sido descrita no ano de 1941.
Trata-se de uma espécie presente no território português.